# Дајана Вист
Дајана Вист (енгл. Dianne Wiest) је америчка глумица, рођена 28. марта 1948. године у Канзас Ситију (САД).